# Riwnopil (hromada Wełyka Nowosiłka)
Riwnopil (ukr. Рівнопіль) – wieś na Ukrainie, w obwodzie donieckim, w rejonie wołnowaskim. W 2001 liczyła 98 mieszkańców.
Wyzwolona spod rosyjskiej okupacji 26 czerwca 2023 roku. 
Ponownie okupowana przez wojska rosyjskie od 14 listopada 2024 roku. 